# Fritz Anders
Fritz Gerhard Anders (ur. 23 sierpnia 1889 w Chociebużu, zm. 8 listopada 1919) – as lotnictwa niemieckiego Luftstreitkräfte z 7 potwierdzonymi zwycięstwami w I wojnie światowej. Był jedynym asem myśliwskim nocnym, pilotem, który odniósł pięć lub więcej zwycięstw powietrznych w nocy.
Latał jeszcze przed wybuchem I wojny światowej. 12 listopada 1912 roku otrzymał licencję pilota nr 592. Od wybuchu wojny służył w lotnictwie. Od początku 1917 roku służył w Schutzstaffel 8, a po szkoleniu na samolotach jednomiejscowych w marcu 1917 roku został przeniesiony do eskadry myśliwskiej Jagdstaffel 35. Odniósł rany 14 kwietnia, po powrocie do jednostki został przeniesiony, 2 lipca, do Jagdstaffel 4. 5 dni później odniósł swoje pierwsze i jedyne zwycięstwo w 1917 roku. 20 lutego 1920 roku został przeniesiony na stanowisko dowódcy nowo utworzonej eskadry myśliwskiej Jagdstaffel 73. 
Jednostka wykonywała loty nocne. I Fritz Gerhard Anders odniósł w niej 6 zwycięstw, wszystkie w nocy stając się pierwszym niemieckim asem nocnym. 13 października 1918 został ranny; przeniesiono go do Jastaschule II i nie brał więcej udziału w walkach.
Latał na samolotach Albatros D.V, Fokker Dr.I oraz ostatnie 15 na Fokker D.VIII.

## Odznaczenia
- Krzyż Żelazny I Klasy
- Krzyż Żelazny II Klasy